# Miss International 2001
Miss International 2001, quarantunesima edizione di Miss International, si è tenuta presso il Nakano Sun Plaza di Tokyo il 4 ottobre 2001. La polacca Małgorzata Rożniecka è stata incoronata Miss International 2001.

## Risultati

### Piazzamenti
| Risultato finale        | Concorrente |
| ----------------------- | --- |
| Miss International 2001 | - Polonia - Małgorzata Rożniecka |
| 2ª classificata         | - Venezuela - Aura Zambrano |
| 3ª classificata         | - Russia - Tatiana Pavlova |
| Semifinaliste           | - Aruba - Daphne Croes - Brasile - Fernanda Borja - Cile - Paula Orchard - Colombia - María Stevenson - Corea del Sud - Myoung-hee Baek - Giappone - Hanako Suzuki - India - Kanwal Toor - Israele - Dikla Elkabetz - Mongolia - Sansarmaa Luvsandoo - Rep. Dominicana - Bélgica Cury - San Marino - Marzia Bellesso - Spagna - Ayola Molina |

### Riconoscimenti speciali
| Riconoscimento        | Concorrente                       |
| --------------------- | --------------------------------- |
| Best National Costume | - Corea del Sud - Myoung-hee Baek |
| Miss Friendship       | - Norvegia - Siv Hegerland        |
| Miss Photogenic       | - Israele - Dikla Elkabetz        |

## Concorrenti
- Argentina - María Victoria Branda
- Aruba - Daphne Dione Croes
- Bolivia - Joan Priscilla Quiroga
- Brasile - Fernanda Tinti Borja Pinto
- Canada - Shauna Leah-Ann Olechow
- Cile - Paula Orchard
- Cipro - Maria Alecou Hadzivassiliou
- Colombia - María Rocio Stevenson Covo
- Corea del Sud - Myoung-hee Baek
- Croazia - Martina Poljak
- Curaçao - Vanessa Maria van Arendonk
- Filippine - Maricarl Canlas Tolosa
- Finlandia - Hanna Mirjami Pajulammi
- Francia - Nawal Benhlal
- Germania - Anna Ziemski
- Giappone - Hanako Suzuki
- Grecia - Fotini Kokari
- Guatemala - Rosa María Castañeda
- Hawaii - Yoon Hee Jenny Lee
- Hong Kong - Hoi Ting Heidi Chu
- India - Kanwal Toor
- Islanda - Iris Dögg Oddsdóttir
- Isole Marianne Settentrionali - Rowina Taimanao Ogo
- Israele - Dikla Elkabetz
- Jugoslavia - Iva Gordana Milivojevic
- Lettonia - Laura Viksna
- Macao - Dragana Klopcevska
- Malaysia - Cheah Teck Yoong
- Malta - Ruth Spiteri
- Messico - Irma Mariana Ríos Franco
- Mongolia - Sansarmaa Tsedevsuren Luvsandoo
- Nicaragua - Renneé Fabiola Dávila
- Norvegia  - Siv Therese Hegerland Havik
- Paesi Bassi - Caroline Heijboer
- Palau  - Indira Isikl Kazuma
- Polonia - Małgorzata Rożniecka
- Porto Rico - Lorna Otero Pérez
- Regno Unito - Michelle Watson
- Rep. Ceca - Andrea Vranová
- Rep. Dominicana - Belgica Judith Cury de Lara
- Russia - Tatiana Pavlova
- San Marino - Marzia Bellesso
- Singapore - Juley Binte Abdullah
- Slovacchia - Barbara Pappova
- Spagna - Ayola Molina Carrasco
- Stati Uniti - Eliana Thompson
- Svezia - Sara Nicole Cameron
- Thailandia - Kanithakan Saengprachaksakula
- Tunisia - Leila Oualha
- Turchia - Ece F. Incedursun
- Ucraina - Natalia Bakulina
- Venezuela - Aura Consuelo Zambrano Alijas